# Ede Pallavicini
Ede Pallavicini (Sopron, 5 luglio 1845 – Fiume, 19 gennaio 1914) è stato un nobile, imprenditore e politico ungherese.
Consigliere segreto di stato, fu nonno di Antal Pálinkás-Pallavicini, martire giustiziato durante la rivoluzione del 1956.

## Biografa

### La famiglia
È un discendente della nobile famiglia italiana dei Marchesi Pallavicini. Suo padre era Arthur Pallavicini (1810–1872), cavaliere della Chiave d'Oro Imperiale e Reale e capitano del 7º Reggimento Ussari. Sua madre era la Contessa Therese Spaur (1818–1902), dama della Croce Stellata. Suo nonno paterno era il Marchese Edvard Pallavicini (1787–1839), che ottenne la cittadinanza ungherese nel 1827; sua nonna paterna era la Contessa Josephine zu Hardegg auf Glatz und im Machlande (1784–1850). I suoi nonni materni erano il Conte Johann Baptist zu Spaur und Flavon (1777–1852), proprietario terriero, e la Contessa Amalia Bissingen-Nippenburg (1784–1861). Suo zio paterno era il Marchese Roger Pallavicini (1814–1874), fondatore del ramo dei Marchesi Csáky-Pallavicini. Anche il fratello del Marchese Ede Pallavicini, il Marchese János Pallavicini, entrò in politica.

### La carriera
Compì i propri studi dapprima a Sopron e poi a Bratislava. Nel 1867 entrò nella carriera amministrativa come funzionario della contea di Sopron. Dal 1869 al 1880, lavorò al Ministero delle Finanze ungherese, dapprima come consigliere ministeriale. Divenne successivamente direttore della Banca Generale di Credito Ungherese. Nel 1897 divenne consigliere segreto di stato.
Nel 1900 divenne presidente dell'Associazione Culturale Pubblica Transdanubiana. Fu inoltre un industriale di peso in Ungheria, titolare di una società per azioni impegnata nella raffinazione del petrolio, proprietario di una fonderia e fabbrica di macchinari a Ganz, di una fabbrica di lavorati in pasta di legno a Brașov, della società Franklin, di una fabbrica di lampade, di una società agricola e di una società per azioni costituita per favorire l'esplorazione di giacimenti petroliferi sul territorio ungherese. Fu inoltre vicepresidente della prima fabbrica ungherese di mondatura, pilatura ed estrazione dell'amido di riso a Fiume. Fu membro del consiglio di amministrazione della Central European Economic Association of Hungary. Fu attivo anche nel campo dei trasporti pubblici ungheresi, e svolse un ruolo di primo piano nella costruzione della ferrovia Budapest-Pécs, di cui fu presidente, fino alla sua nazionalizzazione.
Nel 1884, divenne commendatore dell'Ordine della Corona ferrea in riconoscimento ai suoi meriti per l'aumento del benessere dell'Ungheria.

## Matrimonio e figli
Il 28 settembre 1873, Ede sposò a Valpovo la contessa Etelka (Adelheid) Majláth, figlia del politico ungherese György Majláth e di sua moglie, la baronessa Stefánia Prandau-Hilleprand. La coppia ebbe insieme i seguenti figli:
- Eduardina (24 aprile 1877 - 15 febbraio 1964), sposò nel 1901 il conte Rafael Zichy (1877-1944) dal quale divorziò nel 1925 per una relazione lesbica con la scrittrice ed attivista Cécile Tormay.
- Stefania (26 febbraio 1880 - 9 gennaio 1950), sposò nel 1906 il conte Adalabert Hadik (1870-1912)
- György (1881 - 5 dicembre 1946), politico. sposò nel 1905 la contessa Borbála Andrássy, figlia del conte Tivadar Andrássy e nipote del noto statista ungherese Gyula Andrássy il Vecchio
- Maria Teresa (15 aprile 1884 - 1973)